# St. Laurentius (Amstetten)

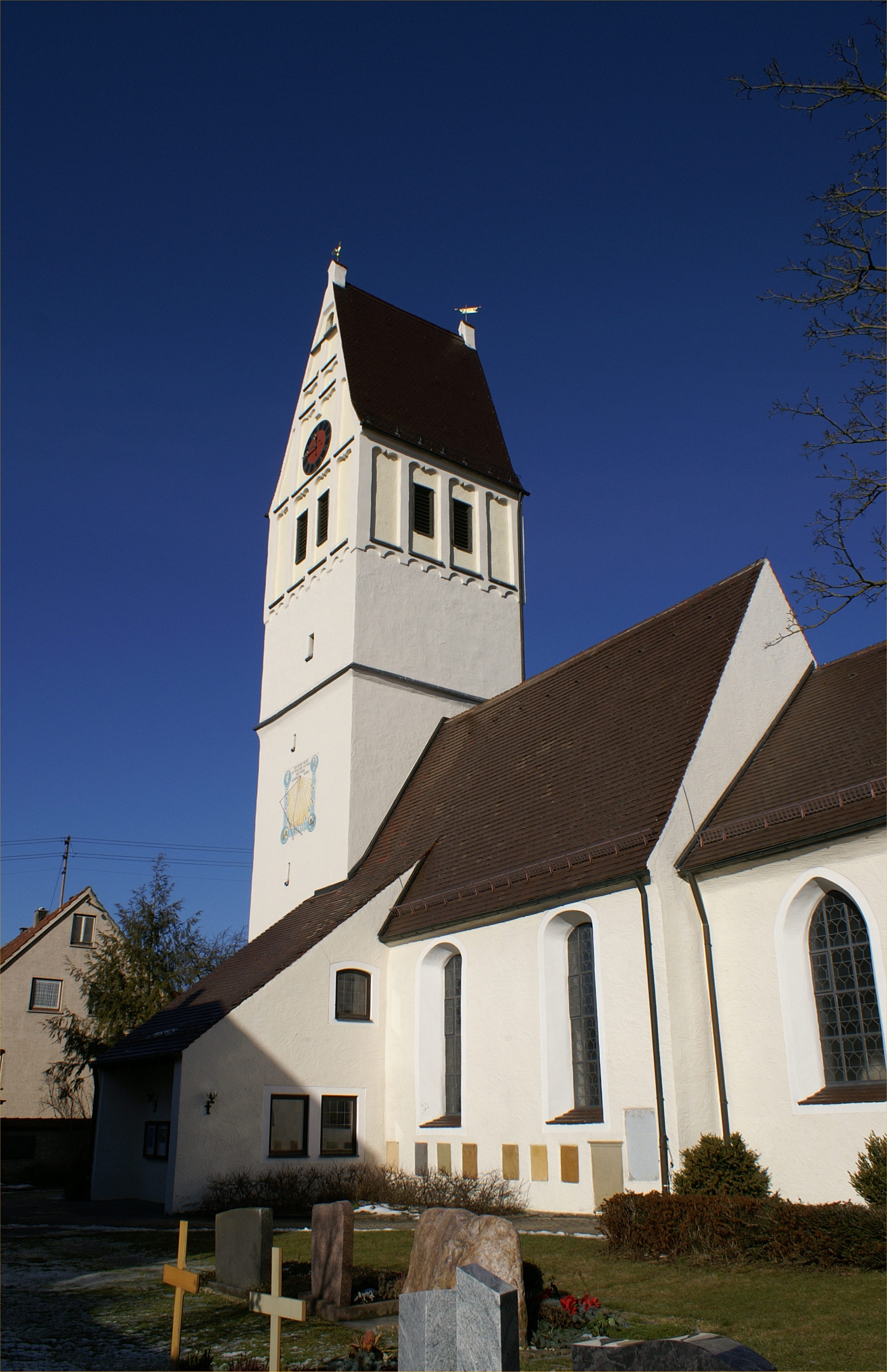
St. Laurentius in Amstetten

Die evangelische Pfarrkirche St. Laurentius steht im Amstetten-Dorf, einem Gemeindeteil von Amstetten im Alb-Donau-Kreis in Baden-Württemberg. Die Kirchengemeinde gehört zum Kirchenbezirk Geislingen an der Steige der Evangelischen Landeskirche in Württemberg. Sie ist beim Landesamt für Denkmalpflege Baden-Württemberg als Baudenkmal eingetragen.

## Geschichte und Architektur

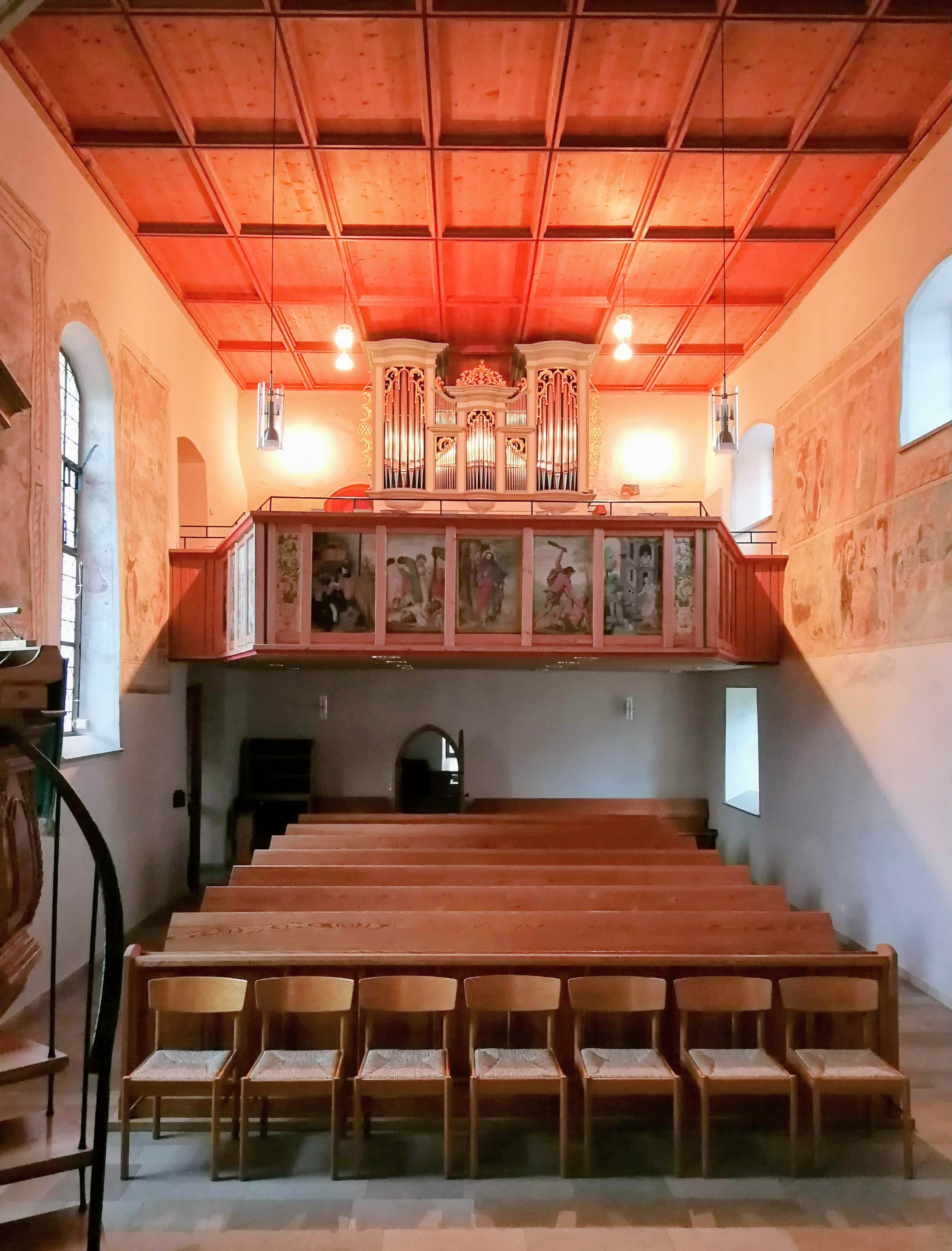
Innenansicht

Die Saalkirche wurde 1498/99 unter Einbeziehung von Teilen des Vorgängerbaus errichtet. Sie besteht aus einem Langhaus, einem Kirchturm im Westen, einem Chor im Osten, der von Strebepfeilern an den Ecken gestützt wird, und der Sakristei unter dem Schleppdach des Chors im Norden.

## Ausstattung
Im Innenraum des Langhauses sind Reste von Wandmalereien aus dem 14. Jahrhundert vorhanden. Zur Kirchenausstattung gehören eine Kanzel von 1745 und ein Altar von 1738, dessen Altarretabel Christus im Kreis der Apostel beim Letzten Abendmahl zeigt.
Die Orgel auf der Empore wurde 1825 von Johann Georg Schäfer, Göppingen, hinter den Prospekt der 1764 von Georg Friedrich Schmahl, Ulm, gebauten Vorgängerorgel gebaut und 1973 von der Giengener Orgelmanufaktur Gebr. Link überholt und umdisponiert. Sie verfügt über 11 Register auf einem Manual und Pedal.